# Dziwigórz
Dziwigórz est une localité polonaise de la gmina d'Udanin, située dans le powiat de Środa Śląska en voïvodie de Basse-Silésie.